# 巴利亞多利德 (倫皮拉省)

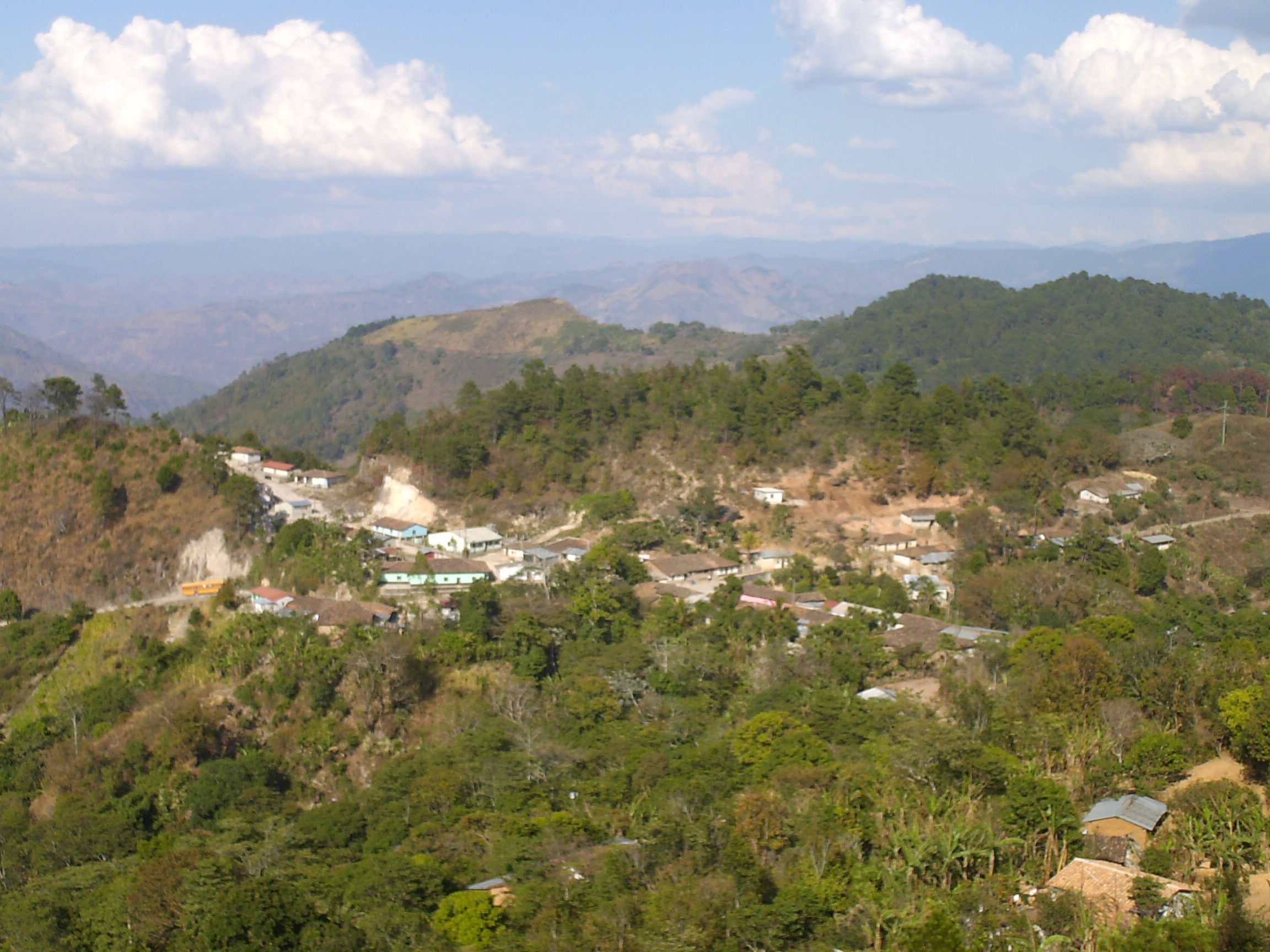

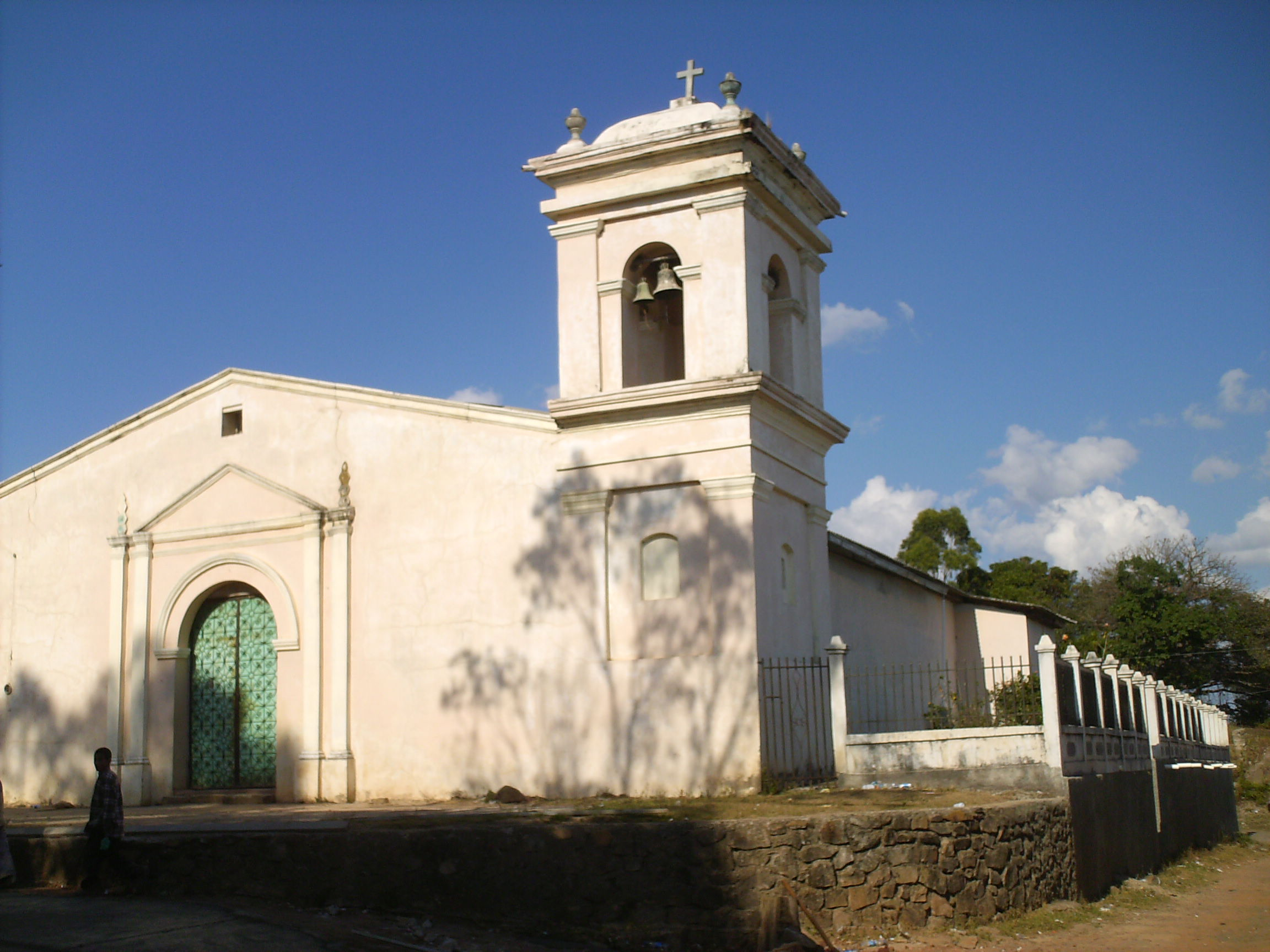

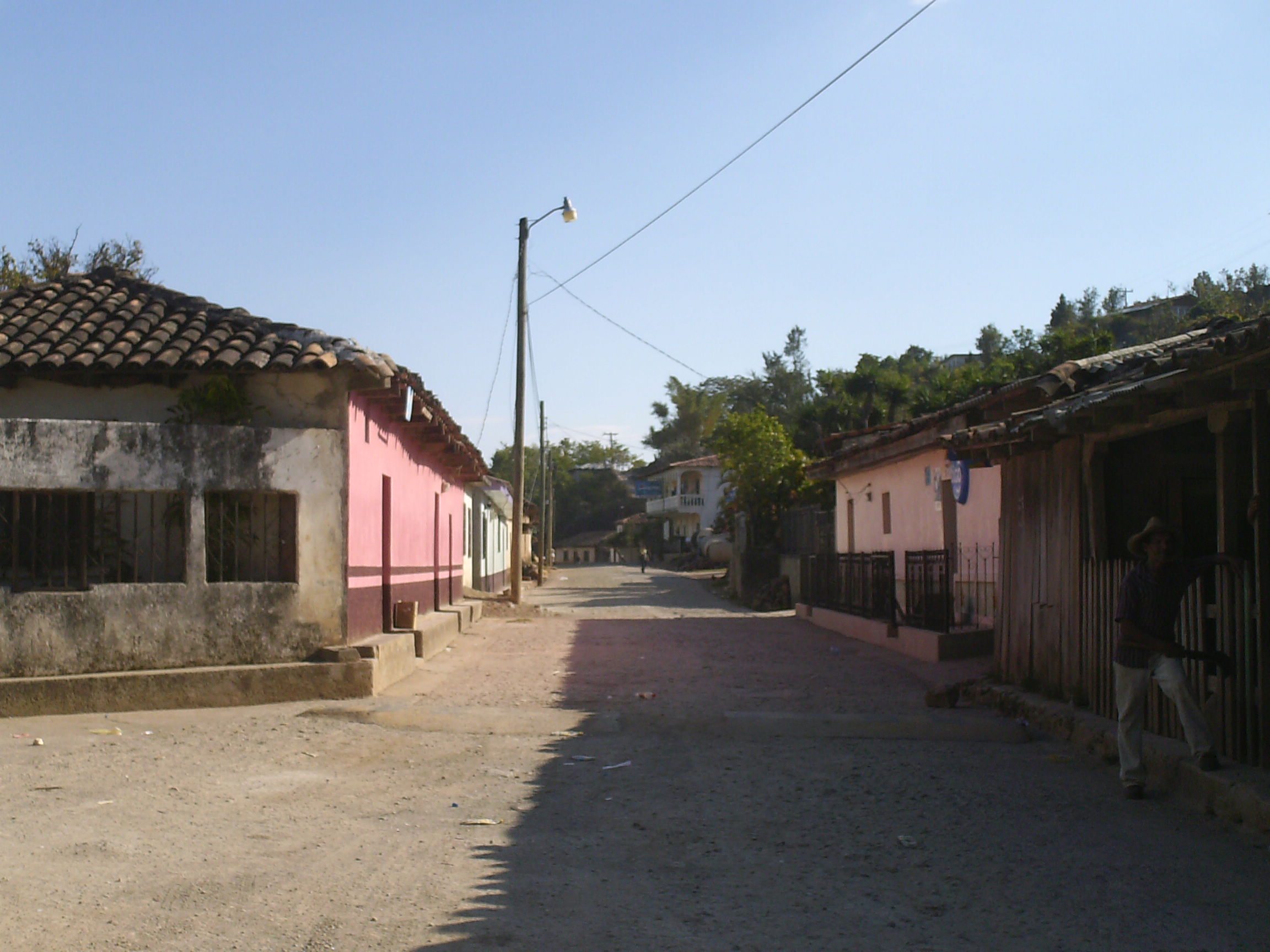

巴利亞多利德（西班牙語：Valladolid），是洪都拉斯的城鎮，位於該國西南部，由倫皮拉省負責管轄，始建於1887年，面積74.4平方公里，海拔高度1,134米，2001年人口3,553，人口密度每平方公里47.76人。
14°9′N 88°43′W / 14.150°N 88.717°W